# Ястребино (Болгария)
Ястребино (болг. Ястребино) — село в Болгарии. Находится в Тырговиштской области, входит в общину Антоново. Население составляет 56 человек (2022).

## Трагедия 20 декабря 1943 года
20 декабря 1943 года по обвинению в помощи партизанам правительственными войсками были расстреляны 18 жителей села Ястребино, среди которых 6 детей, названных впоследствии «шестью ястребинчатами». Эта трагическая страница истории села нашла отражение в картине болгарского художника Светлина Русева «Ястребино. Урок истории» (1976). На ней серым цветом изображены шесть школьников, сидящих за партами и олицетворяющих погибших детей, а также девочка в красном галстуке, олицетворяющая продолжающуюся жизнь.

## Политическая ситуация
Ястребино подчиняется непосредственно общине и не имеет своего кмета.
Кмет (мэр) общины Антоново — Танер Мехмед Али (Движение за права и свободы (ДПС)) по результатам выборов в правление общины.